# Банзай (фільм, 1997)
«Банза́й» — фільм 1997 року режисера Карло Ванзіне з Паоло Вілладжо, актором, який прославився образом Уго Фантоцці, в головній ролі.

## Сюжет
Герой Паоло Вілладжо, Серджо Коломбо — щойно розлучений страховий агент. Він саме зібрався у відпустку з коханкою, але тут його несподівано відряджають для підписання важливого контракту до Канади. В аеропорту розсіяний Коломбо помилково сідає на літак, що летить у зовсім протилежному напрямку — в Бангкок. У столиці Таїланду Коломбо негайно потрапляє в пастку місцевих шахраїв. Але йому треба дістатися до Канади будь-якою ціною. Прямого літака до Канади немає, доводиться летіти через Японію. Пригоди Коломбо тривають: йому підкидають наркотики, його затримує поліція. Проявляючи дива винахідливості, йому вдається втекти й навіть укласти контракт на 20 млн доларів з головою японської страхової компанії.

## У ролях
- Паоло Вілладжіо — Серджіо Коломбо
- Франческа Романа Колуззі — Лаура
- Френсіс Де Роса — Паскуале Курілло
- Лора Мігліччі — Бетта Коломбо
- Антоніо Балерріо
- Чіара Мейс
- Джордж Мелідонні
- Франческа Вентура
- Роберто Делла Каса